# American Annals of the Deaf
Die American Annals of the Deaf sind eine wissenschaftliche Zeitschrift, die vierteljährlich mit einer jährlichen Referenzausgabe erscheint. Sie wird von der Gallaudet University in Washington, D.C. publiziert und erschien erstmals 1847 unter dem Titel American Annals of the Deaf and Dumb. 1886 wurde der Name beim Druck von Band 31 Ausgabe 4 geändert. Die Zeitschrift wurde seit ihrer Gründung, bis auf eine Unterbrechung von 1861 bis 1868 wegen des amerikanischen Bürgerkriegs, regelmäßig publiziert.
Die Zeitschrift ist das öffentliche Organ des "Council of American Instructors of the Deaf" (CAID) und der "Conference of Educational Administrators of Schools and Programs for the Deaf" (CEASD)."

## Herausgeber
| Editor            | Years active |
| ----------------- | ------------ |
| Luzerne Rae       | 1847–1861    |
| Edward Allen Fay  | 1870–1920    |
| Irving S. Fusfeld | 1920–1966    |
| Powrie V. Doctor  | 1948–1968    |
| McCay Vernon      |              |
| Peter V. Paul     | gegenwärtig  |